# Kauzenburg

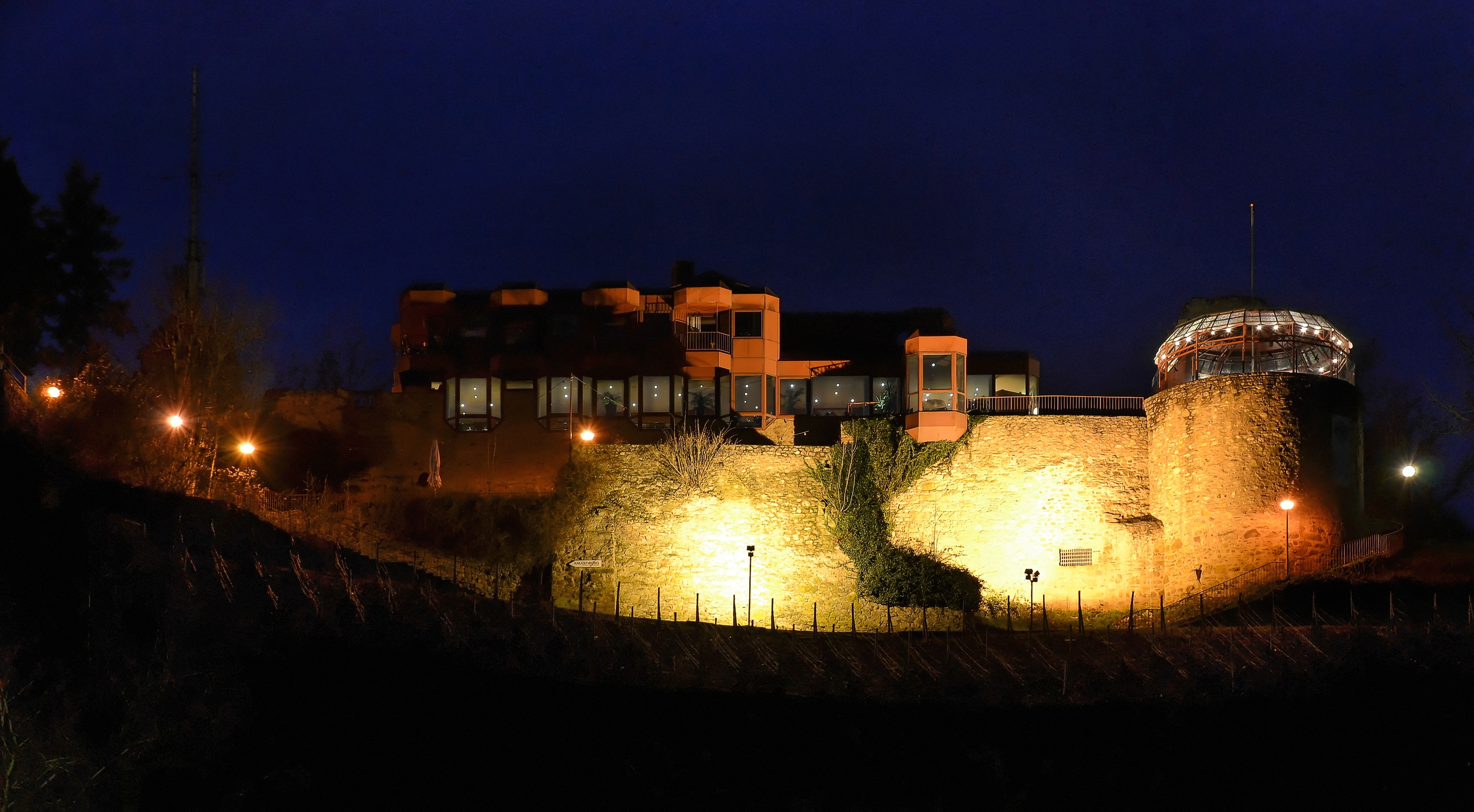
Ruiny zamku w nocy

Kauzenburg – ruiny zamku, znajdującego się w miejscowości uzdrowiskowej Bad Kreuznach, w Nadrenii-Palatynacie, w zachodnich Niemczech.
Zamek został wybudowany w 1206 przez grafów von Sponheim jako jedna ze swoich siedzib rodowych, na wzgórzu Schlossberg (dzisiaj określanym jako wzgórze Kauzenberg), nad rzeką Nahe. Wokół niego powstała dzisiejsza dzielnica Neustadt, w której osiedliła się szlachta, służąca w zamku.
Zamek, położony na niespokojnym pograniczu Rzeszy, w czasie wojny trzydziestoletniej zdobyli Szwedzi. Pod koniec wieku dotknęło go kolejne nieszczęście – wraz z dużą częścią miasta zniszczony przez wojska króla Ludwika XIV w 1689 – Francuzi spalili go i wysadzili w powietrze. Później kilkukrotnie próbowano ruiny przystosować do innych celów – w XIX wieku mieściła się w nim winiarnia. Obecnie w środku działa restauracja i hotel, wybudowane w stylu kubistycznym na starych murach w 1972. Architektem przebudowy był Gottfried Böhm.
Z ruin rozciąga się rozległa panorama Bad Kreuznach oraz okolicy.